# Brunei uralkodóinak listája
Az alábbi lista Brunei szultánjait tartalmazza.
| Uralkodó                                         | Uralkodott                                 | Megjegyzés |
| ------------------------------------------------ | ------------------------------------------ | ---------- |
| Muhammad Sáh                                     | szultán: 1363 – †1402                      |            |
| Abdul Madzsid Hasszan                            | szultán: 1402 – †1408                      |            |
| Ahmad                                            | szultán: 1408 – †1425                      |            |
| Sarif Ali                                        | szultán: 1425 – †1432                      |            |
| Szulajmán                                        | szultán: 1432 – 1485, †1511                |            |
| Bolkiah                                          | szultán: 1485 – †1524                      |            |
| Abdul Kahar                                      | szultán: 1524 – 1530, †1578                |            |
| Szajful Ridzsal                                  | szultán: 1533 – †1581                      |            |
| Sáh Berunai                                      | szultán: 1581 – †1582                      |            |
| Muhammad Hasszan                                 | szultán: 1582 – †1598                      |            |
| Abdul Dzsalilul Akbar                            | szultán: 1598 – †1659                      |            |
| Abdul Dzsalilul Dzsabbar                         | szultán: 1659 – †1660                      |            |
| Muhammad Ali                                     | szultán: 1660 – †1661                      |            |
| Abdul Hakkul Mubin                               | szultán: 1660 – †1673                      |            |
| Muhjiddin                                        | szultán: 1673 – †1690                      |            |
| Nasszaruddin                                     | szultán: 1690 – †1705                      |            |
| Husszin Kamaluddin                               | szultán: 1705 – 1730, 1745 – †1762         |            |
| Muhammad Alauddin                                | szultán: 1735 – †1745                      |            |
| Husszin Kamaluddin (2x)                          | szultán: 1745 – †1762                      |            |
| I. Omár Ali Szajfuddin (*1711. február 3.)       | szultán: 1762 – †1795. július 10.          |            |
| Muhammad Tadzsuddin                              | szultán: 1795 – †1807                      |            |
| I. Muhammad Dzsamalul Álam                       | szultán: 1804 – †1804                      |            |
| Muhammad Kanzul Álam                             | szultán: 1807 – †1826                      |            |
| Muhammad Álam                                    | szultán: 1826 – †1828                      |            |
| II. Omár Ali Szajfuddin (*1799. február 3.)      | szultán: 1828 – †1852. november 20.        |            |
| Abdul Momin (*1785)                              | szultán: 1852 – †1885. május 30.           |            |
| Hásim Dzsalilul Álam Akamaddin (*1850)           | szultán: 1885 – †1906 májusa               |            |
| II. Muhammad Dzsamalul Álam (*1889)              | szultán: 1906 – †1924. szeptember 11.      |            |
| Ahmad Tadzsuddin (*1913. augusztus 22.)          | szultán: 1924 – †1950. június 3.           |            |
| III. Omár Ali Szajfuddin (*1914. szeptember 23.) | szultán: 1950 – 1967, †1986. szeptember 7. |            |
| Hassanal Bolkiah (*1946. július 15.)             | szultán: 1967-től                          |            |

## Fordítás
- Ez a szócikk részben vagy egészben  a   List of Sultans of Brunei című angol Wikipédia-szócikk fordításán alapul.  Az eredeti cikk szerkesztőit annak laptörténete sorolja fel. Ez a jelzés csupán a megfogalmazás eredetét és a szerzői jogokat jelzi, nem szolgál a cikkben szereplő információk forrásmegjelöléseként.
- Ez a szócikk részben vagy egészben  a   Daftar Sultan Brunei című indonéz Wikipédia-szócikk fordításán alapul.  Az eredeti cikk szerkesztőit annak laptörténete sorolja fel. Ez a jelzés csupán a megfogalmazás eredetét és a szerzői jogokat jelzi, nem szolgál a cikkben szereplő információk forrásmegjelöléseként.